# Mariano Serra
Mariano Serra Badell (Vic, 7 de diciembre de 1894 - Ciudad de México, 4 de noviembre de 1944) fue un político españolo, alcalde del municipio de Vic en los periodos 1931-1933 y 1936-1938.

## Biografía
Fue propietario de una pequeña fábrica de curtidos y masón. Serra Badell fue elegido alcalde de abril de 1931 hasta noviembre de 1933 y de julio de 1936 hasta septiembre de 1938 por Esquerra Republicana de Cataluña. Durante la proclamación del Estado Catalán de 1934, también se proclamó en Vic.
Tras el fin de la guerra civil española, se exilió en México, llegando a Veracruz a bordo del barco Nyassa el 22 de mayo de 1942 acompañado de su mujer, hijos y su cuñada. Falleció en Ciudad de México en noviembre de 1944, víctima de un cáncer de estómago.

## Homenajes
En marzo de 2019, el ayuntamiento de Vic organizó una charla para homenajear la figura de Mariano Serra.